# فرانشيسكا فيريتي
فرانشيسكا فيريتي (بالإيطالية: Francesca Ferretti)‏ (15 فبراير 1984 في إيطاليا - ) هي لاعبة كرة طائرة إيطاليا في مركز ممرر ‏. شاركت في الألعاب الأولمبية الصيفية 2008 والألعاب الأولمبية الصيفية 2004. ولعبت مع LJ Volley ‏.

## وصلات خارجية
- فرانشيسكا فيريتي على موقع الاتحاد الدولي beach volleyball database (الإنجليزية)
- فرانشيسكا فيريتي على موقع الاتحاد الأوروبي (الإنجليزية)
- فرانشيسكا فيريتي على موقع عالم الكرة الطائرة (الإنجليزية)
- فرانشيسكا فيريتي على موقع دوري الدرجة الأولى الإيطالي للكرة الطائرة - سيدات (الإيطالية)
- فرانشيسكا فيريتي على موقع اللجنة الأولمبية الدولية (الإنجليزية)
- فرانشيسكا فيريتي على موقع أوليمبيديا (الإنجليزية)